# Diaphractus
Diaphractus Purcell, 1907 è un genere di ragni appartenente alla famiglia Gnaphosidae.

## Distribuzione
Le 3 specie note di questo genere sono diffuse in Africa orientale e meridionale: la specie dall'areale più vasto è la D. leipoldti rinvenuta in alcune località dell'Africa meridionale.

## Tassonomia
Non sono stati esaminati esemplari di questo genere dal 2007.
Attualmente, a maggio 2015, si compone di 3 specie:
- Diaphractus assimilis Tullgren, 1910 — Africa orientale
- Diaphractus leipoldti Purcell, 1907[2] — Africa meridionale
- Diaphractus muticus Lawrence, 1927 — Namibia